# Abracadabra
Abra cadabra és una paraula màgica d'encanteris utilitzada en els jocs de màgia que històricament es creia que tenia poder guaridor quan s'introduïen en amulets.

## Història
Un dels primers esments amb què es té constància de la paraula ABRA CADABRA es remunta al segle iii en un poema titulat De Medicina Praecepta de Quint Sammònic Serè, metge de l'emperador romà Caracal·la, que prescrivia als malalts de malària que portessin un amulet que contingués la paraula escrita formant un cal·ligrama triangular:
A - B - R - A - C - A - D - A - B - R - A

A - B - R - A - C - A - D - A - B - R

A - B - R - A - C - A - D - A - B

A - B - R - A - C - A - D - A

A - B - R - A - C - A - D

A - B - R - A - C - A

A - B - R - A - C

A - B - R - A

A - B - R

A - B

A
Això deien que disminuïa el control de l'esperit de la malaltia sobre el pacient. Altres emperadors romans, com Geta i Alexandre Sever, eren seguidors de les ensenyances mèdiques de Quint Sammònic Serè i és probable que també fessin servir l'encantament.
Segons l'Encyclopædia Britannica de 1911, els gnòstics basilidians de la secta de Basilides d'Alexandria utilitzaven Abracadabra com una fórmula màgica que invocava l'ajuda dels esperits bons contra la malaltia i la desgràcia. Es trobava en les pedres Abraxas que s'utilitzaven com amulets. Posteriorment, es va estendre el seu ús més enllà dels gnòstics, i més recentment, s'aplicava despectivament a concepcions o hipòtesis que pretenen donar una solució simple a fenòmens aparentment inexplicables.
Recentment, aquesta paraula s'utilitzava comunament com un encanteri d'il·lusionistes i els seus imitadors.
En una entrevista pública en el Festival del Llibre d'Edimburg del 15 d'abril de 2004, J. K. Rowling va explicar l'etimologia de la maledicció assassina Obitus per Subitum (en anglès, Avada Kedavra): "Algú sap d'on prové Avada Kedavra? Es tracta d'un antic encanteri en arameu, que prové d'Abracadabra, que significa 'deixar que la cosa sigui destruïda'. Originàriament, era emprat per curar malalties i la "cosa" era la malaltia, però vaig decidir fer que la "cosa" fos una persona. M'he permès moltes llicències amb coses així. Jo dono voltes sobre elles i les faig meves."